# Піщанівка (Світловодський район)
Піщанівка (Катеринопіль, Катеринівка) — колишній населений пункт Новогеоргіївського району Кіровоградської області.

## Стислі відомості
Село Піщанівка засновано у XVIII столітті на безіменних ставках — на правому березі річки Березівка; спочатку називалося Піщанка. Штабскапітаном Піщанським до села було переселено 5 сімей з Черкащини (серед них Саєнки, Голобородьки та Діброви) — вони, за переказами, були з села Піски, це є однією з версій походження назви села Піщанівка. Друга версія пов'язує назву з прізвищем власників Піщанські.
У ревізійному переписі села Катеринівка (Піщанівка, Катеринопіль) за 1858 рік вказано — село належало поміщиці, штабс-капітанші, вдові Катерині Захарівні Піщанській. Це є поясненням іншої назви села — Катеринівка, Катеринопіль. Всього станом на 1858 рік в селі проживало 88 чоловіків і 78 жінок у 18 дворах. Жителі займалися гончарством, виготовляли хороший посуд; жінки були вмілими ткалями. До пізньої осені вимочували у річці Березівка коноплі, тіпали їх та сушили на сонці.
Згідно перепису 1886 року: хат — 68, чоловіків — 236, жінок — 201. Дітей у кожній сім'ї було багато. Але смертність дуже велика. На території села проживало 28 колишніх поміщицьких селян. 2 десятинщики — тобто орендували землю у пана і платили 10-ту частину врожаю. Проживали переважно українці, 4 сім'ї займалися ремеслом. Працювали 2 млини. На 1896 рік дворів було 40, жителів 246. На 1916 рік село називалося Катеринопілля. Дворів було 65, жителів 353.
В селі народився Діброва Ілля Данилович (1891—1944) — один з ватажків радянського партизанського руху в Україні і Словаччині в часи громадянської та німецько-радянської воєн.
В часі Голодомору 1932—1933 років нелюдською смертю померло 3 людей.
Входило до складу Захарівської сільської ради.